# Cyanopterus samedovi
Cyanopterus samedovi är en stekelart som först beskrevs av Abdinbekova 1973.  Cyanopterus samedovi ingår i släktet Cyanopterus och familjen bracksteklar. Inga underarter finns listade i Catalogue of Life.